# 改良型CANDU炉
改良型CANDU炉 (Advanced CANDU reactor, ACR) は、かつてカナダ原子力公社が開発を進めていた発電用の第3世代+原子炉で、CANDU炉を発展・改良したものである。 ACRは軽水冷却炉で、重水炉(PHWR)と改良型加圧水型軽水炉(APWR)の双方の技術を利用している。設計コンセプトとしては重水減速沸騰軽水冷却炉(SGHWR)と類似のものである。ACR-1000の出力は約1200MWeである。
この設計では、燃料に低濃縮ウラン、冷却材に軽水、減速材に重水を採用しており、反応度制御材や安全装置は低圧の減速材の中に設置されている。ACRはCANDU炉からさまざまな特徴を受け継いでいる。
- CANFLEX燃料を採用し、使用運転中の燃料交換が可能である
- 即発中性子の寿命が長い
- 長期連続運転における反応度の低下が小さい
- 2系統の完全に独立した高速動作する保安停止システムを有する
- 非常用炉心冷却装置を有する（第2世代以降の原子炉では必須）

炉心はコンパクトで、旧来の設計と比較すると半分のサイズで同じ出力を実現できるようになっている。
燃料集合体はCANFLEXの派生型で43エレメントのCANFLEX-ACRである。中心部に中性子吸収体を配置した低濃縮ウラン燃料を使用することにより、 反応度のボイド係数を低減し、負の値にすることができる。また、これにより従来のCANDU炉と比較して燃焼度を高めることができる。
ACR-1000は従来型CANDU炉の拡大設計版であるCANDU-9の低価格オプションとされていた。ACRはCANDU-9より若干大きくなるが、その代わり建設費や運転費用は安くなる見込みであった。一方で、天然ウランでは運転できず、従来型のCANDU炉が持っていた燃料の柔軟性という特徴が失われてしまっていたが、一般に濃縮や燃料にかかるコスト自体は低いことを考えると、大きな問題ではないとされた。
カナダ原子力公社は世界中の新設案件で ACR-1000 を提案したが、どれも受注には至らなかった。最後に提案されたのはダーリントン原子力発電所への2基増設案件であったが、政府の想定入札額の3倍もの高額での入札であったことから2009年にプロジェクトそのものがキャンセルされてしまった。その後、受注の見込みがないことからカナダ原子力公社の原子炉部門は既存のCANDU炉向けのサービスを行うためにSNCラバリンに売却され、ACRの開発は終了された。

## 保安システム
ACR-1000は様々な保安システムを備えているが、そのほとんどはCANDU-6型炉で採用されていたものを発展・改良したものである。ACRを任意の出力で稼働させるためには、SDS1およびSDS2の両方がオンラインかつ完全に作動していなければならない。

### 安全停止システム1(Safety Shutdown System 1, SDS1)
SDS1は迅速かつ自動的に原子炉を停止させられるように設計されている。中性子吸収体 (連鎖反応を止めるための制御棒)は格納容器（カランドリアタンク）の上部に直接取り付けられた隔離管路の中に納められており、3系統の制御回路により制御されている。制御棒は電流制御クラッチにより定位置に保持されているが、原子炉の緊急停止が必要になる事態が検出されて3系統の制御回路のうちいずれか2つがアクティブになると、電流が遮断されて制御棒がカランドリア内に挿入される。これにより、2秒以内に原子炉の熱出力は90%低下する。

### 安全停止システム2(Safety Shutdown System 2, SDS2)
SDS2も原子炉を迅速かつ自動的に停止させられるように設計されている。連鎖反応を停止させるための中性子吸収材として硝酸ガドリニウム(Gd(NO3)3)を用い、これを水平ノズル機構に繋がる管路に蓄えてある。このノズルには3系統の制御回路により制御される電動弁が取り付けられている。原子炉の緊急停止が必要になる事態が検出されて3系統の制御回路のうちいずれか2つがアクティブになると、電動弁が開放されて硝酸ガドリニウム溶液が格納容器(カランドリアタンク)内に注入される。硝酸ガドリニウムは減速材の重水と混ざり合い、連鎖反応を停止させる。これにより、2秒以内に原子炉の熱出力は90%低下する。

### 予備水システム(Reserve water system, RWS)
RWSは原子炉建屋上部の高所に設置された水タンクからなり、冷却材喪失事故(LOCA)が発生した際の冷却水を供給する。また、重力を利用した自然流下により、蒸気発生器や減速系、遮蔽体冷却系や熱除去系などACR各部で必要となる非常用水を供給する。

### 非常用電源供給システム(Emergency power supply system, EPS)
EPSは運転中あるいは事故時のいずれにおいても各種安全機能を作動させるための電源を供給するように設計されており、耐震性が保証された冗長待機発電機とバッテリー、分電盤からなっている。

### 冷却水システム(Cooling water system, CWS)
CWSは運転中あるいは事故時のいずれにおいても各種安全機能関連設備を動作させるために必要な軽水を供給するように設計されており、耐震性と冗長性が確保されている。

## 運用コスト
ACRでは93%以上の設備利用率を実現する計画である。これは3年に1回の頻度で21日間の計画停止を行い、さらに年間1.5%の停止期間を見込んだ上で実現される。炉内が分割されているため、オンライン保守やオフライン管理に柔軟に対応でき、高度な保安システム自己診断機能を有するため、保守コストも削減される。

## 展望
アルバータ・エナジー（後にブルース・パワーに買収された）は2007年にカナダ西部にACR-1000を設置して、発電およびオイルサンド処理用の蒸気供給を行う計画を示唆していたが、2011年にプロジェクトの中断を決定した。
ニューブランズウィック州ではポイント・ルプロー原子力発電所へのACR-1000の設置に関するフィージビリティ・スタディの提案を受け付けていた。
カナダ原子力公社はイギリス原子力規制局に対して包括的設計審査を申請したが、2008年4月に取り下げている。同社CEOのヒュー・マクダーミッドは、「我々は、ACR-1000が国際市場で成功を収めるためには、まず第一に国内での建設に注力することが最善の道であると強く信じている」と述べた。
ACR-1000は、オンタリオ州によるダーリントン原子力発電所増設プロジェクトの提案依頼 (RFP) に対して提案されていた。しかし、入札したのは ACR-1000 の2基増設を提案したカナダ原子力公社だけであった。
入札において、工期遅れおよび予算超過に繋がるあらゆる不測の事態を考慮した計画とすることが求められていたこともあって、入札金額は約2,400kWの出力に対して260億ドルにも膨れ上がり、1kWあたり10,800ドル以上にもなった。これは入札予想額の3倍で、「衝撃的な高さ」と言われた。他に入札する業者がなかったことから、オンタリオ州エネルギー・インフラ省は2009年に増設プロジェクトの中止を決定した。
2011年には、ACR の建設見通しが立たないことから、カナダ政府はカナダ原子力公社の原子炉部門をSNCラバリンに売却した。2014年にSNCラバリンは中国核工業集団 (CNNC) との間で既存のCANDU炉の設計・販売について協力することを発表した。これは、中国が既存のCANDU-6型炉を用いて再処理を行う「燃料改良型CANDU炉（Advanced Fuel CANDU Reactor、AFCRA）」計画に関連するものであった。